# Emidio Antonini
El marqués Emidio Antonini (L'Aquila, 15 de agosto de 1787 - París, 10 de septiembre de 1862) fue un diplomático italiano al servicio del reino de las Dos Sicilias.

## Biografía
Nacido en L'Aquila en 1787 de Giampietro, barón de Torano, entró en la diplomacia del reino de las Dos Sicilias y fue enviado a París. El 22 de julio de 1828 fue nombrado encargado de negocios en Brasil y, a su regreso a Europa, cumplió una misión en Madrid, donde tuvo una participación directa en los conocidos como Sucesos de La Granja. Según Emilio La Parra López:
Antonini era un experimentado y ambicioso diplomático que desde su llegada a Madrid en 1831 se había ganado la confianza de los reyes españoles, hasta el punto de convertirse en su consejero íntimo. Como tal actuó en los días decisivos de septiembre de 1832, en connivencia en todo con el conde Brunetti, un toscano al servicio del emperador de Austria, y con el marqués Solaro della Margarita, encargado de negocios desde 1825 del reino de Cerdeña.
Según María Cristina de Borbón, en el marco de estos Sucesos llegó incluso a preguntar por las alhajas de la Corona Española y su paradero.
El 11 de octubre de 1833 fue nombrado enviado extraordinario y ministro plenipotenciario en Prusia. El 14 de octubre de 1849 fue trasladado de nuevo a París como jefe de la misión diplomática. En la capital francesa mantuvo buenas relaciones con el emperador Napoleón III, pero con el final de la Guerra de Crimea en 1856 la posición internacional del reino napolitano se deterioró. La relación de Antonini con el rey empeoró cada vez más y en noviembre de 1856 se retiró a Bruselas, para volver a París en 1859; luego obtuvo su retiro definitivo de la diplomacia el 2 de julio de 1860. El año siguiente caería el reino de las Dos Sicilias, tras su conquista por el reino de Cerdeña en la conocida como Expedición de los Mil. 
Murió en la capital francesa en 1862. Fue enterrado en la iglesia de Santa Maria sopra Minerva en Roma.

## Iconografía
Se conserva un retrato escultórico consistente en un altorrelieve en busto en mármol inserto en una hornacina. Este retrato forma parte del conjunto escultórico formado por su tumba y la de su sobrino Filippo Ruffini, mandada construir por el primero en la tercera capilla derecha de la iglesia de la Trinidad del Monte en Roma al escultor Giuseppe Lucchetti. Filippo Ruffini había muerto en la infancia, y el monumento funerario muestra Emidio sobre la efigie mortuoria de su sobrino como velando su sueño.

## Valoración
De acuerdo con su biógrafo Antonio Saladino:
fu il migliore dei diplomatici borbonici: intelligente, ricco di intuito e di spirito d'osservazione, buon negoziatore, sapeva servirsi con abilità proverbiale del cornetto con cui correggeva la sua sordità; era assai sensibile ai problemi economici, commerciali e amministrativi.

(en español, era el mejor de los diplomáticos borbónicos: inteligente, lleno de intuición y dotes de observación, buen negociador, sabía utilizar la corneta con la que corregía su sordera con proverbial habilidad; era muy sensible a los problemas económicos, comerciales y administrativos.)

## Títulos, órdenes y cargos

### Títulos
- Marqués ( Reino de las Dos Sicilias, 1 de octubre de 1852)[7]
- Barón ( Reino de las Dos Sicilias)[7]

### Órdenes

#### Reino de las Dos Sicilias
- Caballero gran cruz de la Sagrada Orden Militar Constantiniana de San Jorge. (1850)[8]
- Caballero gran cruz de la Orden de Francisco I. (1847)[9]

#### Extranjeras
- Gran oficial de la Orden de la Legión de Honor.[10]

### Cargos
- Gentilhombre de cámara de entrada del rey de las Dos Sicilias. (1855)[11]

### Individuales
1. ↑  Avella, Nello (1993). «Contributi napoletani alla storia della cultura brasiliana del secolo XIX». L'apporto italiano alla tradizione degli studi ispanici: Atti del Congresso, Nel ricordo di Carmelo Samonà, Napoli, 30 e 31 gennaio, 1 febbraio 1992, 1993, págs. 171-186 (Instituto Cervantes): 171-186. Consultado el 25 de octubre de 2022.
2. 1 2  La Parra López, Emilio (2018). Fernando VII. Un rey deseado y detestado. XXX Premio Comillas de Historia, Biografía y Memorias. Barcelona: Tusquets. p. 587. ISBN 978-84-9066-512-1. «Pocas personas tuvieron acceso esos días al cuarto del rey Fernando VII y pudieron hablar con la reina María Cristina de Borbón-Dos Sicilias de asuntos políticos. Según todos los testimonios, quien mantuvo más contactos con ella sobre estas materias fue el representante de Nápoles, Emidio Antonini».
3. ↑  Diputados, Congreso de los (1881). Diario de las sesiones ... 1838 (-1921/2).. p. 13.904. Consultado el 16 de julio de 2024.
4. 1 2  «monumento funebre di Lucchetti Giuseppe (sec. XIX)». Catalogo Generale dei Beni Culturali (en italiano).
5. ↑  Cesare, Raffaele De (1908). «Capitolo VI». La fine di un regno (en italiano). En nota al pie. S. Lapi. p. 107. Consultado el 11 de julio de 2024.
6. ↑  Gubernatis, Angelo De; Matini, Ugo (1889). «Lucchetti, Giuseppe». Dizionario degli artisti italiani viventi, pittori, scultori e architetti (en italiano). Tipi dei successori Le Monnier. p. 266. Consultado el 11 de julio de 2024.
7. 1 2  «N. º 3404. Decreto col quale si concede il titolo di Marchese al Barone D. Emiddio Antonini.». Collezione delle leggi e decreti emanati nelle provincie continentali dell'Italia meridionale: 1852,2 (en italiano) 2. Stamperia Reale. 1852. p. 192. Consultado el 11 de julio de 2024.
8. ↑  Dos Sicilias, 1857, p. 411.
9. ↑  Dos-Sicilias, 1857, p. 437.
10. ↑  «Almanach impérial pour 1854». Almanach Imperial (en francés): 53.
11. ↑  Dos Sicilias, 1857, p. 70.